# Cavité résonnante
Pour les articles homonymes, voir Cavité.
Une cavité résonnante (ou résonante), parfois appelée résonateur, est un espace creux à l'intérieur d'un solide dans lequel une onde entre en résonance. Cette onde peut être sonore, lumineuse, comme dans le cas d'un laser, ou plus généralement électromagnétique, comme dans un magnétron, qui utilise une cavité micro-ondes.

## Propriétés
Chaque cavité a une fréquence de résonance spécifique qui dépend de ses dimensions physiques, du matériau qui la compose et du type d'onde utilisé. Elles sont cependant souvent accompagnées d'appareillage permettant de changer ces caractéristiques et donc d'ajuster la fréquence dans une certaine mesure. Les formes les plus utilisées sont : le cube, le cylindre, la sphère et le tore.

## Utilisations

### Acoustique
En acoustique, l'une des conditions pour qu'une cavité devienne résonnante est que l'une de ses dimensions soit égale à un multiple de la période de l'onde acoustique. Ainsi, il va se créer des ondes stationnaires et donc des ventres et des nœuds dans la boite. Un expérimentateur se promenant dans une pièce pourra s'apercevoir de la différence d'intensité sonore allant du maximum jusqu'à la valeur nulle, cette dernière valeur sera la conséquence d'un nœud.
On peut visualiser ces ventres et ces nœuds dans un milieu à 2 dimensions à travers l'expérience de Chladni. Là où se trouve le sable se trouvent les nœuds, il n'y a aucune vibration ; là où le sable n'est pas présent, il y a de grandes vibrations poussant le sable vers les nœuds.
En pratique, la résonance acoustique permet de jouer sur le son des guitares acoustiques en privilégiant certaine harmonique en fonction du bois utilisé ainsi que de la forme de la caisse de résonance. Les théâtres sont également construits afin d'amplifier les sons venant dans la scène. Ce procédé remonte du temps des Grecs, les théâtres grecs sont construits de telle manière qu'un spectateur se trouvant en haut des gradins puisse entendre un acteur parler normalement sur la scène. Certaines piscines à vagues utilisent également le principe de résonance acoustique.

### Électro-magnétique

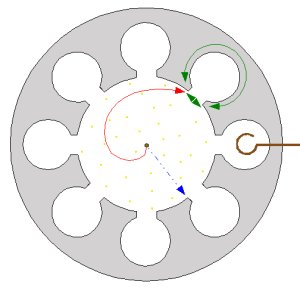
Schéma du fonctionnement d'un magnétron montrant la trajectoire des électrons (rouge) et le courant induit dans les cavités résonantes (vert).

Dans le domaine des radiofréquences, le magnétron à cavité est le plus connu des appareils utilisant ces propriétés. Son anode prend la forme d’un cylindre de cuivre solide entourant la cathode et le filament placés dans un espace vide au centre. Elle est creusée de 8 à 20 trous autour de sa circonférence. Ceux-ci servent de cavités résonnantes et s’ouvrent sur le trou central par de minces fentes divisant le tube en autant de sous-sections. 
La cathode du magnétron est chauffée et produit des électrons libres qui se dirigent naturellement vers l'anode. Cependant, ils sont déviés vers la droite dès qu’on applique un champ magnétique perpendiculairement à la trajectoire du faisceau. Les électrons induisent un courant dans les parois des cavités qui varie alternativement avec l'approche et le passage des électrons de telle façon qu'une onde est créée dans chaque cavité. Celle-ci interfère avec le faisceau d'électrons pour les regrouper en bras tournant dans l'espace d'interaction. Cet échange entre les cavités et le faisceau d'électrons se stabilise à la fréquence de résonance des cavités. L'onde produite est utilisée dans les radars autant que dans les fours à micro-ondes. 
Le klystron et le tube à ondes progressives sont d'autres utilisation des cavités résonantes dans le domaine des micro-ondes.

### Optique
Dans le domaine optique, le laser utilise une cavité optique selon le même principe pour amplifier une source de lumière cohérente. Les caractéristiques géométriques de cet ensemble imposent que le rayonnement émis soit d'une grande pureté spectrale, c’est-à-dire temporellement cohérent. Le faisceau lumineux émis par une source est réfléchi par des miroirs se faisant face dans un tube à vide ce qui amplifie l'onde.